# DP Me
DP Me ist eine Pornofilmreihe des Produktionsstudios Hard X, Regisseurin der Filme ist Mason.
Die Filme sind dem Pornofilmgenre Gonzo zuzuordnen, die vornehmlich gezeigte Sexualpraktik ist die Doppelpenetration, im Titel als DP abgekürzt. Sie bestehen jeweils aus vier Szenen mit wechselnder Besetzung. Von 2014 bis 2022 wurden dreizehn Teile der Reihe gedreht. Nachdem die ersten beiden Teile der Reihe veröffentlicht waren, erhielt DP Me 2015 von der X-Rated Critics Organization den XRCO Award für die beste Filmreihe im Gonzo-Genre. Vom Branchenmagazin Adult Video News erhielt DP Me 2016 den AVN Award als beste Pornofilmreihe mit Analverkehr.
Der erste Teil der Reihe war bereits 2015 für den AVN Award als bester Film mit Analverkehr nominiert, zudem war eine Szene des Films als beste Sexszene mit Doppelpenetration für einen Preis nominiert. Die Besetzung des ersten Teils waren Erik Everhard, Mick Blue, James Deen, John Strong und Ramón Nomar in den männlichen und Kagney Linn Karter, Adriana Chechik, Dahlia Sky und Zoey Monroe in den weiblichen Rollen.
Für eine Doppelpenetrationsszene wurden im Jahr darauf auch der zweite und der dritte Teil der Reihe für einen AVN Award nominiert. Ramón Nomar wurde nicht wieder engagiert, ansonsten blieb die männliche Besetzung in den beiden nachfolgenden Teilen unverändert. Die Darstellerinnen des zweiten Teiles waren Jada Stevens, Carter Cruise, Veruca James und London Keyes, die des dritten waren Kelsi Monroe, AJ Applegate, Jillian Janson und Valentina Nappi. Im vierten Teil wurden nur noch zwei männliche Rollen besetzt. Neben Mick Blue wurde Markus Dupree neu besetzt.
In der Kritik wurde lobend hervorgehoben, dass die Musik in einem ausgewogenen Verhältnis eingesetzt wurde, sodass die Stimmen der Darsteller nicht in den Hintergrund traten. Ebenso gelobt wird die gelungene Besetzung des Films in der ersten Folge wie auch die gelungene Besetzung der männlichen Darsteller in DP Me 3.
Die Serie wurde 2016 bei den AVN Awards als „Best Anal Series“ und 2019 bei den XRCO Awards als „Best Gonzo Series“ ausgezeichnet.

## Ausgaben
- DP Me Vol. 1 (2014): Kagney Linn Karter, Adriana Chechik, Zoey Monroe, Dahlia Sky
- DP Me Vol. 2 (2014): Jada Stevens, Carter Cruise, Veruca James, London Keyes
- DP Me Vol. 3 (2015): Kelsi Monroe, Jillian Janson, Valentina Nappi, AJ Applegate
- DP Me Vol. 4 (2016): Megan Rain, Morgan Lee, Ana Foxxx, Valentina Nappi
- DP Me Vol. 5 (2017): Jynx Maze, Ashley Adams, Kate England, Kimber Woods
- DP Me Vol. 6 (2018): Lena Paul, Haley Reed, Chanell Heart, Holly Hendrix
- DP Me Vol. 7 (2018): Aidra Fox, Natalia Starr, Kristen Scott, Avi Love
- DP Me Vol. 8 (2018): Mia Malkova, Ivy Lebelle, Kira Noir, Fallon West
- DP Me Vol. 9 (2019): Jane Wilde, Marley Brinx, Anya Olsen, Vienna Rose
- DP Me Vol. 10 (2019): Whitney Wright, Chloe Cherry, Lexi Lore, Victoria Voxxx
- DP Me Vol. 11 (2020): Emma Hix, Jada Stevens, Febby Twigs, Chanel Grey
- DP Me Vol. 12 (2021): Kyler Quinn, Jane Wilde, Liv Revamped, Vanessa Sky
- DP Me Vol. 13 (2022): Kenna James, Liz Jordan, Lilly Hall, Tommy King

## Auszeichnungen
- 2016: AVN Award  – Best Anal Series[8]
- 2018: NightMoves Award  – Best All Sex/Gonzo Release (Fan’s Choice) (für DP Me 6)[9]
- 2019: XRCO Award – „Best Gonzo Series“[10]